# Lovers in a Dangerous Spacetime
Lovers in a Dangerous Spacetime là một trò chơi bắn súng ngoài không gian được hãng Asteroid Base phát triển cho các nền tảng Microsoft Windows, OS X, PlayStation 4, Linux, Xbox One và Nintendo Switch. Đây là một phần của dự án ID@Xbox. Tên trò chơi liên quan đến bài hát "Lover in a Dangerous Spacetime" của Bruce Cockburn.

## Lối chơi
Người chơi có thể chơi một mình hoặc từ hai đến bốn người. Những trạm này kiểm soát vũ khí, động cơ, lá chắn, khẩu pháo Yamato và bản đồ của con tàu. Mỗi người chơi chỉ điều khiển một nhân vật (cũng như chỉ huy vật nuôi AI trong chế độ chơi đơn). Bạn phải duy chuyển từ trạm này sang trạm khác liên tục theo thứ tự, bảo vệ tàu khỏi những cuộc tấn công và tấn công kẻ thù. Trong lúc chơi, có thể phát hiện ra các hộp quà có thể chứa đá quý. Những món quà này đính kèm với các trạm, nó có thể giúp bạn có một sức mạnh mới, nâng cao khả năng,...
Trò chơi gồm bốn chiến dịch, mỗi chiến dịch gồm bốn màn và quái vật chủ chốt. Người chơi sẽ phải tìm và giải cứu những con vật bị nhốt như ếch, vịt, thỏ và cáo. Sau khi giải cứu 5 con vật sẽ có một cánh cổng hình trái tim mở ra và người chơi đi đến vòng tiếp theo. Một vài cấp độ có chế độ chơi thay thế, trong đó một động cơ đặc biệt được gắn vào con tàu mà người chơi phải bảo vệ khi nó đưa con tàu đến một khu vực mới. Sẽ có đến mười con vật cần giải cứu trong một màn. Các sinh vật được cứu được tính vào việc cải thiện hiệu quả của con tàu bằng cách cho phép hai viên ngọc trên mỗi trạm hoặc mở khóa bố trí con tàu mới.